# II. Rákóczi Ferenc-emlékév
A magyar Országgyűlés a 2019-es évet II. Rákóczi Ferenc-emlékévnek nyilvánította azon 32/2018. (XI. 27.) OGY határozatával, amelyet II. Rákóczi Ferenc Gyulafehérvárott erdélyi fejedelemmé választása 315. évfordulója alkalmából Lomnici Zoltán, a Legfelsőbb Bíróság korábbi elnöke, az Emberi Méltóság Tanácsa elnökének kezdeményezésére egyhangúlag meghozott, és a Magyar Közlöny 2018. évi 186. számában közzétett. 
„Több határon túli magyar közösség szempontjából is különös jelentőségű lehet, ha Rákóczi Ferenc emlékévévé nyilvánítják 2019-et – mondta a PestiSrácok.hu-nak idősebb Lomnici Zoltán, nem sokkal azelőtt, hogy az Országgyűlés meglepő egységben, minden frakció támogatásával ma elfogadta az előterjesztést.”
A II. Rákóczi Ferenc-emlékév szerves folytatása azon II. Rákóczi Ferenc-emléknapnak, amellyel az Országgyűlés határozata alapján a Rákóczi-szabadságharc vezérlő fejedelme 1676. március 27-i születésnapjáról a magyar nemzet 2015-től évről évre megemlékezik. 
2019-ben az ünnep íve az emléknaptól az emlékévhez, II. Rákóczi Ferenc 1704. július 8-án erdélyi fejedelemmé választásának 315. évfordulója méltó megemlékezéséhez emel, s az ünnepi eseménysor egészen 2020. szeptember 17-ig tart,  Erdélyország és  Magyarország vezérlő fejedelemmé választásának 315. évfordulójához vezet.
A nagy küzdelem az egyenlőtlen erőviszonyok, a kedvezőtlenné váló európai politikai helyzet és az ország belső társadalmi ellentmondásai miatt végül elbukott. De a bukás ellenére a szabadságharc megakadályozta Magyarország beolvadását a Habsburg-birodalomba, és az ország rendi alkotmánya, ha látszólagosan is, de fennmaradt. Ennek fontos része a Rákóczi-szabadságharcot lezáró szatmári béke, amelyet 1711. április 30-án Károlyi Sándor a szövetkezett rendek képviseletében és Pálffy János császári főparancsnok III. Károly király megbízottjaként kötöttek meg, írták alá. 
A megállapodás közkegyelmet biztosított. A király szavatolta Magyarország és Erdély szabadságjogait, ígéretet tett az alkotmány visszaállítására, a szabad vallásgyakorlatra, az országgyűlés összehívására. A rendeket sértő idegen intézményeket és méltóságokat megszüntették. Ezért a kuruc sereg másnap, május 1-jén letette zászlóit a majtényi síkon, s a katonák fegyvereiket megtartva hazatérhettek. II. Rákóczi Ferenc törökországi emigrációba kényszerült, de megkérdőjelezhetetlen nemzeti hőssé vált, aki követendő példakép maradt és marad a magyarok számára a jövőben is.